# Hosokawa Sumimoto
Hosokawa Sumimoto (細川 澄元, 1489-24 juin 1520) est un commandant samouraï de l'époque de Muromachi du XVIe siècle au Japon.
Sumimoto est un de fils de Hosokawa Yoshiharu et un fils adopté de Hosokawa Masamoto, kanrei du shogunat Ashikaga. Il est issu du clan Hosokawa de la province d'Awa.
Masamoto n'a pas d'héritier et décide dans un premier temps de laisser Hosokawa Sumiyuki, issu du clan Kujō, lui succéder à la tête de la dynastie. Il change cependant d'avis et décide de laisser Sumimoto, adopté après Sumiyuki, lui succéder à la tête du clan. Cela provoque naturellement une rupture entre Sumimoto et Sumiyuki.
En 1507, Masamoto est tué par un partisan de Sumiyuki. Sumimoto est attaqué par Kozai Motonaga, un vassal de Sumiyuki, et s'échappe à Koga dans la province d'Ōmi où il trouve refuge à Rokkaku Takayori. À la suite de cela, un puissant vassal des Hosokawa, connu sous le nom Miyoshi Yukinaga (Nagateru), lève des troupes à Settsu et détruit Sumiyuki au nom du jeune Sumimoto. Après avoir repoussé Sumiyuki, Sumimoto prend la tête de la maison en bonne et due forme.
Lui et Hosokawa Takakuni, issu d'une branche du clan Hosokawa ainsi qu'un autre fils adoptif de Masamoto, soutiennent Ashikaga Yoshizumi, lui-même soutenu par Masamoto pour devenir le 11e shogun. En 1493, Masamoto dépose le 10e shogun Ashikaga Yoshiki (Yoshitane), qui plus tard s'échappe du confinement auquel il est tenu et fuit vers les pays de l'Est cherchant une occasion de retrouver son poste.
En 1508, Ōuchi Yoshioki, qui héberge alors Yoshiki, marche avec ses armées dans Kyoto et repose Yoshiki sur le siège de shogun. La relation entre Sumimoto et Takakuni n'est plus en harmonie et tandis que Takakuni agit de concert avec Yoshioki, Sumimoto est exilé dans la province d'Ōmi. Sumimoto a l'intention d'affronter Yoshioki dans la province de Settsu mais finit par fuir vers Awa après avoir constaté la supériorité numérique de l'armée de Yoshioki.
En 1511, Sumimoto retourne à Kyoto mais est défait par Takakuni et les Ōuchi à Funaokayama et s’enfuit de nouveau. La mort de Yoshizumi est un autre coup dur pour le camp de Sumimoto.
Ōuchi Yoshioki quitte la capitale en 1518 pour maintenir sa propre domination, et considérant ce départ comme une occasion, Sumimoto tente un autre mouvement sur Kyoto l'année suivante en coopération avec Miyoshi Yukinaga. Cependant, Yukinaga est attaqué et battu par Hosokawa Takakuni et les Rokkaku, alors du côté d'Ashikaga Yoshiki. Yukinaga est capturé et contraint au seppuku. Malade, Sumimoto n'a pas avancé vers Kyoto. Après la défaite de Yukinaga, il s'échappe à nouveau dans sa province natale d'Awa et meurt peu après.

## Source de la traduction
- (en) Cet article est partiellement ou en totalité issu de l’article de Wikipédia en anglais intitulé « Hosokawa Sumimoto » (voir la liste des auteurs).